# Iker Álvarez
Iker Álvarez de Eulate Molné, född 25 juli 2001 i Andorra la Vella, är en andorransk fotbollsmålvakt som spelar för Andorra och Villareals B-lag.
Álvarez är son till Koldo Álvarez som spelade 78 A-landskamper för Andorra och numera är landslagets förbundskapten. Iker Álvarez debuterade för Andorra 2021 i en match mot Polen och har i juni 2024 spelat 23 landskamper.
För närvarande representerar han Villareal B i Segunda División.